# Spomini (Jenko)
Spomini so povest slovenskega pesnika in pisatelja Simona Jenka.
Spomini so dvojna prvoosebna pripoved. Prvi ali avtentični pripovedovalec pripoveduje zgodbo drugemu, fiktivnemu pripovedovalcu in ta jo sporoča bralcu. Povest je sestavljena iz raznih idej, snovi in oblikovnih prvin ter nosi v sebi vsa znamenja romantično-realistične dvojnosti.

## Snov
Snov za svoja pripovedna dela je pisatelj vzel v največji meri iz kmečkega življenja. Tudi za okvirno prvoosebno povest Spomini, kjer pripovedovalec zgodbe sicer ne sodi povsem v vaško okolje, čeprav iz njega izhaja. Dejanje v povesti se odvija mehanično, brez nujnosti in vzročne utemeljitve, docela po zgledu romantične proze. Vsi dogodki od začetka in skoraj do konca povesti so zaviti v temo nejasnosti. Čim bolj pa se bližamo koncu, tem bolj se razkrivajo pravi vzroki dogajanja in njegovo ozadje. Odkriva se analitična zgodba v preteklosti, ki terja nadaljevanje in svoj konec v sedanjosti. Vendar je analitična zgodba v Jenkovih Spominih močno okrnjena, skoraj povsem nerazvita, saj ji je pisatelj posvetil razmeroma majhno pozornost.

## Vsebina
Nekega dne ciganka vaškim fantom napove usodo. Še istega večera pride do obračunavanja z njimi in eden od fantov je ranjen, krivca za kazen pošljejo k vojakom. Poboju sledi še skrivnosten umor župana. Čez nekaj let se od vojakov vrne Janez in razkrije namige, spričo katerih je napadel svojega rojaka Blažeta. Za njim se iz tujine vrne tudi Blaže in pred smrtjo na začudenje vseh prizna umor župana. Oba nato priznata, da ju je k dejanju naščuvala ciganka in s tem maščevala smrt svojega moža, ki naj bi jo pred leti zakrivila župan in vaški mlinar.

## Književne osebe
Osrednja oseba je torej ciganka, ki se po prvem poglavju umakne iz prizorišča in odslej nastopa v ozadju, od koder s svojo maščevalnostjo sproži dejanja. Podredi si bolj dejavni osebi v povesti, Janeza in Blažeta. Oba uresničujeta njene načrte, ne da bi se tega zavedala. Preko njiju se ciganka maščuje vaščanom za smrt svojega moža. Vsi ti nenavadni dogodki se odigravajo ob nedeljah in praznikih, največkrat zvečer in pozno v noč, ob fantovskem vasovanju in igrah. Razgibava jih sproščeno, nenadzirano čustvo in nenadzirani človeški instinkt: ljubezen in sovraštvo, maščevalnost in ljubosumje.